# Канада на зимних Олимпийских играх 1976
Канада принимала участие в зимних Олимпийских играх 1976, и заняла 11-е место в общекомандном зачёте.

## Медалисты
| Медаль  | Спортсмен       | Вид спорта         | Дисциплина             |
| ------- | --------------- | ------------------ | ---------------------- |
| Золото  | Кэти Крайнер    | Горные лыжи        | Женщины, слалом-гигант |
| Серебро | Кэти Пристнер   | Конькобежный спорт | Женщины, 500 м         |
| Бронза  | Толлер Крэнстон | Фигурное катание   | Мужчины                |